# Ashley Hemmings
Ashley Josiah Hemmings (* 3. März 1991 in Wolverhampton) ist ein englischer Fußballspieler. Der Stürmer und Flügelspieler wurde in der Jugendabteilung der Wolverhampton Wanderers ausgebildet, war bester Akademiespieler der Saison 2007/08 („Academy Player of the Year“) und war von 2009 bis 2012 Profispieler bei den „Wolves“. Seit der Saison 2012/13 spielt er für den FC Walsall.

## Sportlicher Werdegang
Im Alter von neun Jahren trat Ashley Hemmings der Jugendabteilung der Wolverhampton Wanderers bei und schnell prophezeiten ihm die Verantwortlichen aufgrund seiner Schnelligkeit, der Beidfüßigkeit und der Kopfballstärke eine vielversprechende Zukunft. Er durchlief die Nachwuchsmannschaften, ragte bei Turnieren, an denen die „Jungwölfe“ teilnahmen, immer wieder heraus und erhielt 2008 die vereinsinterne Auszeichnung zum besten Akademiespieler – ein Jahr später wurde er bei derselben Wahl nur knapp von Scott Malone besiegt.
Kurz vor dem 18. Geburtstag unterzeichnete er im Februar 2009 seinen ersten Profivertrag und wechselte kurz darauf leihweise zum Drittligisten Cheltenham Town. Am 24. Februar 2009 kam er als Einwechselspieler für Nicholas Bignall, der vom FC Reading ebenfalls nach Cheltenham ausgeliehen war, zu seinem ersten Ligaeinsatz im englischen Profifußball gegen den FC Millwall (1:3). Weitere Einsätze in der Football League One waren ihm zwar nicht vergönnt; dafür erhielt er aber bei seinem Stammverein in Wolverhampton in den letzten beiden Saisonspielen die Gelegenheit zu zwei Kurzeinsätzen. Dort half der englische U-16- und U-17-Auswahlspieler den „Wolves“ in der vorletzten Partie mit dem 1:1 gegen den FC Barnsley beim Gewinn der Zweitligameisterschaft und rettete zuletzt den 1:0-Sieg gegen die Doncaster Rovers im vorerst letzten Zweitligaspiel über die Zeit. Zwischen Oktober 2010 und Januar 2011 bestritt er für den Viertligisten Torquay United neun Ligaspiele. Nach einem weiteren Ausleihgeschäft mit Plymouth Argyle wurde Hemmings zur Saison 2012/13 an den FC Walsall transferiert.